# Marie Ellenrieder
Marie Ellenrieder (Konstanz, 20 de março de 1791 - Konstanz, 5 de junho de 1863) foi uma pintora alemã conhecida por seus retratos e pinturas religiosas.